# Nei Paulo Moretto
Nei Paulo Moretto (ur. 25 maja 1936 w Caxias do Sul, zm. 6 kwietnia 2023 tamże) – brazylijski duchowny rzymskokatolicki, w latach 1983-2011 biskup Caxias do Sul.

## Życiorys
Święcenia kapłańskie przyjął 2 lipca 1961. 16 listopada 1972 został prekonizowany biskupem Cruz Alta. Sakrę biskupią otrzymał 28 stycznia 1973. 21 stycznia 1976 został mianowany koadiutorem diecezji Caxias do Sul ze stolicą tytularną Thubursicum. 26 maja 1983 objął urząd biskupa diecezjalnego. 6 lipca 2011 przeszedł na emeryturę.